# Audi Typ T
La Typ T è un'autovettura di fascia alta prodotta dall'Audi dal 1931 al 1932. Conosciuta anche come Audi Dresden, nella gamma Audi di allora la Typ T andava a collocarsi un gradino più basso rispetto alla Typ SS, della quale voleva essere una versione più economica.
La Typ T montava un motore anteriore a sei cilindri in linea ed a quattro tempi, da 3.838 cm³ di cilindrata. La distribuzione era ad asse a camme laterale e a laterali. La potenza erogata era di 75 CV a 3.000 giri al minuto. L'impianto elettrico era a 12 volt.  Questo motore non fu però ideato e progettato dall'Audi, ma dalla Rickenbacker. Ciò fu dovuto al fatto che l'Audi acquistò i macchinari per l'assemblaggio appartenenti alla Rickenbacker, che aveva da poco chiuso i battenti. Le dimensioni di cilindrata unitaria di questo motore coincidevano tra l'altro proprio con quelle della Typ SS, la quale però montava un motore ad 8 cilindri, sempre di origine Rickenbacker, e perciò aveva una cilindrata di 5.1 litri. Fu soprattutto per questo motivo che la Typ T venne sempre considerata come una variante in scala ridotta della Typ SS.
Rispetto alla "sorella maggiore", infatti, la Typ T sfruttava un telaio a passo notevolmente accorciato (da 3.5 a 3.1 metri) e la stessa lunghezza del corpo vettura finito risultava inferiore di circa mezzo metro. Invariate rispetto alla Typ SS rimasero le misure delle carreggiate anteriore e posteriore, rispettivamente di 1.440 mm e 1.480 mm.
Il cambio, con leva al centro della vettura, era a quattro rapporti, mentre la trazione era posteriore, com'era consuetudine in quasi tutte le automobili prodotte all'epoca, sebbene fossero già in progetto presso un certo numero di Case europee i primi modelli a ruote motrici anteriori. Le sospensioni erano ad assale rigido con molle a balestra. I freni erano idraulici sulle quattro ruote. Le carrozzerie disponibili erano berlina quattro porte e cabriolet due porte.
La velocità massima raggiunta dal modello era di 100 km/h.
Il modello vendette poco a causa del prezzo elevato e di svariate carenze tecniche: nel giro di un anno fu tolto dai listini dopo aver totalizzato appena 76 esemplari prodotti. La Typ T fu l'ultima Audi d'anteguerra a rappresentare il segmento di lusso: l'anno seguente, con la nascita della Auto Union che comprese anche la Horch, fu a quest'ultima che venne affidato il compito di produrre auto di lusso. La Audi fu invece chiamata a rappresentare il colosso sassone nel segmento della auto di fascia alta, ma non di lusso.